# Daniel Kirkwood
Daniel Kirkwood (Contea di Harford, 27 settembre 1814 – Riverside, 11 giugno 1895) è stato un astronomo e matematico statunitense, noto per aver scoperto nella fascia principale degli asteroidi le lacune che portano il suo nome.

## Biografia
Nacque nella Contea di Harford, nel Maryland, da John and Agnes (nata Hope) Kirkwood, nel 1814. Nel 1838 si laureò in matematica presso la York County Academy a York, in Pennsylvania. Dopo avervi insegnato per cinque anni, si spostò a Lancaster dove diresse la Lancaster High School. Dopo altri cinque anni, divenne preside della Pottsville Academy a Pottsville. Dal 1851 insegnò Matematica presso l'Università del Delaware e dal 1856 presso l'Università dell'Indiana, nella sede di Bloomington. Occupò tale posizione fino al suo pensionamento nel 1886, con l'eccezione di un anno, tra il 1866 e il 1867, durante il quale insegnò presso il Washington & Jefferson College di Canonsburg.
Nel 1891, all'età di 77 anni, divenne lettore di Astronomia all'Università di Stanford. Morì a Riverside, in California, nel 1895. Fu sepolto al Rose Hill Cemetery di Bloomington, dove la Kirkwood Avenue è stata così nominata in suo onore.
Portano il suo nome l'asteroide 1578 Kirkwood, scoperto nel 1951 nell'ambito dell'Indiana Asteroid Program dell'Università dell'Indiana, il cratere Kirkwood sulla Luna e un l'Osservatorio Kirkwood dell'Università dell'Indiana.
Era cugino di Samuel Jordan Kirkwood, che fu governatore dell'Iowa dal 1860 al 1864 e, di nuovo, dal 1876 al 1877, e Segretario degli Interni degli Stati Uniti d'America durante le presidenze di James A. Garfield e Chester A. Arthur.

## Principali risultati scientifici
Il suo contributo più significativo nell'ambito dell'Astronomia è derivato dallo studio delle orbite degli asteroidi della fascia principale. Organizzando gli asteroidi noti nel 1866 (una cinquantina circa) secondo la loro distanza dal Sole, Kirkwood individuò l'esistenza di alcune lacune - chiamate Lacune di Kirkwood in suo onore - nella loro distribuzione, in quelle posizioni cui corrisponde una risonanza orbitale con Giove. Kirkwood suggerì inoltre che un analogo fenomeno dinamico fosse responsabile della divisione di Cassini negli anelli di Saturno, come risultato dell'essere in risonanza orbitale con una delle lune di Saturno. Nello stesso articolo, infine, ipotizzò per primo che il materiale che origina gli sciami meteorici sia costituito da detriti cometari.
All'origine della sua carriera accademica, inoltre, c'era stata l'identificazione (nel 1846) di una relazione tra le distanze dei pianeti dal Sole e il loro periodo di rotazione, che fu chiamata Legge di Kirkwood. La scoperta gli procurò un'ampia fama negli Stati Uniti, dove fu indicato come "il Keplero d'America" da Richard A. Proctor e fu supportato da Sears Cook Walker. Nonostante la comunità astronomica europea avesse mostrato un minor entusiasmo verso di essa, Kirkwood raggiunse comunque una notorietà internazionale tra gli astronomi. La legge era però frutto di errori e delle imprecisioni con le quali tali grandezze erano note al tempo; misure successive hanno dimostrato come essa sia priva di fondamento.

## Opere
Scrisse più di 129 pubblicazioni scientifiche, tra le quali tre libri. Redasse, inoltre, articoli divulgativi di astronomia sui quotidiani The Journal di Indianapolis per quindici anni e diresse dal 1859 e per quattro anni la sezione di matematica dell'Indiana School Journal.
Con J. B. Lippincott & Co. di Filadelfia, pubblicò i seguenti libri:
- Meteoric Astronomy (1867)
- Comets and Meteors (1873)
- The Asteroids (1888)